# Vanderson (football, 1979)
Pour les articles homonymes, voir Vanderson.
Carlos Vanderson Aguiar Silva, surnommé aussi Vanderson, est un ancien footballeur brésilien né le 22 octobre 1979 à Santa Isabel do Pará (Pará). Il évoluait au poste de milieu défensif.

## Carrière
Il commence sa carrière au Castanhal EC, de 1997 à 2001, quand il se fait remarquer par le Paysandu, où il vit des moments importants, devenant champion de la Série B de 2001, de la Copa Norte de 2002 et de la Copa dos Campeões de 2002, permettant la participation à la Copa Libertadores l'année suivante.
Après avoir été prêté à l'Atlético-PR en 2004, il est cédé au Juventude la même année. Après ces multiples changements, il revient pour la saison de 2005 au Paysandu. En 2006, il défend à nouveau le Juventude, mais cette fois sans montrer la même qualité de football. Lors du second semestre, il signe un contrat avec Vitória.
Point particulier, Vanderson n'a marqué que sept buts dans sa carrière longue de 13 ans, avec trois buts pour Vitória (Santo André (2007), Fortaleza (2007), CSA (2010)), et cinq pour le Paysandu (Nacional (2001), Atlético Paranaense (2005), Remo (2011), Salgueiro (2012)), Macaé (2012).

### Vitória
Venant d'un club de Série A, le Juventude et montrant peu de travail positif, Vanderson signe dans l'équipe de Salvador, Vitória qui se trouve en Série C (3e division). Il souhaite faire revenir le club à une division plus glorieuse. Personne ne croit vraiment en lui à ce moment. Mais il arrive à démontrer beaucoup d'envie, et devient très vite un titulaire à part entière dans l'équipe. Qui plus est, il devient plus posé et permet à son équipe de revenir en seconde division.
Après s'être montré indispensable dans l'équipe de Bahia, lors du championnat de Série B et A, Vanderson change brusquement, et devient plus intelligent dans son style de jeu, montrant plus de technique dans la prise de balle.
L'année 2008 est celle qui va sacrer le joueur aux yeux de ses supporters. Beaucoup trouvaient en effet qu'il n'était plus très utile au club et qu'il ne se ferait pas de place dans l'équipe pour la Série A. Mais le Pitbull, surnom gentil donné par les supporters et les médias, montre qu'il ne va pas se laisser faire. Le 27 juillet 2008, Vanderson réalise son 100e match avec le maillot de Vitória. À cette occasion, le club lance un maillot spécial, lui rendant hommage, qui se vend bien mieux que les autres maillots du club.
En 2009, après avoir disputé un championnat une fois encore en titulaire, il renouvelle son contrat jusqu'à la fin de l'année 2010, remplissant de cette manière une quatrième année sous le maillot Rubro-Negro (Rouge et noir en portugais). Lors du premier semestre, il aide son équipe à conquérir le quatrième titre d'affilée de l'équipe de Bahia et arrive surtout à la seconde place de la Copa do Brasil, un titre encore inédit pour le club.
Malgré ce fait, l'équipe au second semestre est reléguée en Série B. Par manque de moyens financiers, l'équipe ne peut garder son idole, préférant investir dans des joueurs plus jeunes. Ainsi, après 241 matchs officiels après, le joueur laisse le club de Bahia.

### Retours au Paysandu
Après quatre années où il devient vite une idole de manière incontestable pour Vitória, brillant par ses actions, il revient au Paysandu, en 2011. Il montre là un bon niveau, surtout lors du premier Re - Pa de l'année, le 13 février 2011. Mais après de nombreuses péripéties, avec des problèmes au niveau des entraîneurs, le joueur ne trouve plus sa place dans le club, laissé de côté par Roberto Fernandes, second entraîneur du club, en mai de la même année.
Ne parvenant pas à entrer en accord avec la direction, il préfère s'en aller en juin 2011. Après que le club de Belém ait remercié son entraîneur du moment, Roberto Fernandes, qui avait voulu composer son équipe uniquement avec des joueurs qu'il connaissait, et qui n'avaient rien rendus, Vanderson revient une troisième fois au Paysandu, disputant la Série C et montrant une nouvelle fois qu'il sait encore jouer au football en étant parmi les meilleurs de son équipe. Malheureusement le club ne parvient pas à monter en seconde division à la fin de l'année, et les problèmes financiers du club, en crise depuis quatre ans, laissent le joueur dubitatif quant à sa permanence. Après avoir déclaré qu'il s'en allait en décembre, il revient le mois suivant, pour se montrer, une fois encore, l'un des meilleurs joueurs de son club. Au Paysadu, pour l'année 2012, Vanderson a pour but d'aider les jeunes joueurs appelés dans le club à s'intégrer dans le monde du football professionnel, et faire monter son équipe de division. Le 10 novembre 2012, il parvient avec son équipe à monter le Paysandu en Série B, qui plus est ne marquant le 8e but de sa carrière lors du match décisif.

## Titres
Paysandu
- Série B : 2001
- Copa dos Campeões : 2002
- Copa Norte : 2002
- Parazão : 2001, 2002, 2005 et 2013

Vitória
- Championnat de Bahia de football : 2007, 2008, 2009 et 2010
- Copa Nordeste : 2010